# Котовское сельское поселение (Свердловский район)
Котовское се́льское поселе́ние — муниципальное образование в Свердловском районе Орловской области Российской Федерации.
Административный центр — деревня Котовка.

## История
Статус и границы сельского поселения установлены Законом Орловской области от 12 августа 2004 года № 416-ОЗ «О статусе, границах и административных центрах муниципальных образований на территории Свердловского района Орловской области».

## Население
| 2010  | 2012  | 2013  | 2014  | 2015  | 2016  | 2017  |
| ----- | ----- | ----- | ----- | ----- | ----- | ----- |
| 2109  | ↗2147 | ↘2146 | ↘2075 | ↘2063 | ↘2036 | ↘2012 |
| 2018  | 2019  | 2020  | 2021  | 2023  |       |       |
| ↗2019 | ↗2026 | ↘2014 | ↗2101 | ↘2071 |       |       |

## Состав сельского поселения
| №  | Населённый пункт | Тип населённого пункта          | Население |
| -- | ---------------- | ------------------------------- | --------- |
| 1  | Алёновка         | деревня                         | 6         |
| 2  | Братское         | деревня                         | ↘309      |
| 3  | Константиновка   | деревня                         | 4         |
| 4  | Котовка          | деревня, административный центр | ↗367      |
| 5  | Марьевка         | деревня                         | ↘169      |
| 6  | Морозовский      | посёлок                         | ↘559      |
| 7  | Нахлёстово       | деревня                         | ↘165      |
| 8  | Нива             | посёлок                         | 5         |
| 9  | Новая Деревня    | деревня                         | 0         |
| 10 | Разбегаевка      | деревня                         | ↘479      |
| 11 | Сорочьи Кусты    | деревня                         | 14        |
| 12 | Хлюпино          | посёлок                         | 32        |